# Río Laza
El río Laza (en euskera, Latsa) es un río del norte de la península ibérica que discurre por Navarra (España).

## Curso
Se forma por la unión del arroyo Sagarrondo, que procede de la vertiente septentrional del pico Ekaitza, con los arroyos Lorbido, Aranu y Garata, que manan de la vertiente oriental del cordal montañoso que separa su cuenca de la del río Urumea. A su paso por Arantza recibe el nombre de Arrata, mientras que a su paso por el término de Igantzi se conoce con el nombre de Latsa. Desemboca en la margen izquierda del río Bidasoa junto a las Ventas de Igantzi. Tiene una longitud de 11 km y drena una superficie de 37 km². Evacua un caudal de 5,5 hm³/año.